# Norma Desmond
Norma Desmond è un personaggio immaginario del film di Billy Wilder Viale del tramonto.

## Il personaggio
Norma Desmond è una cinquantenne diva del cinema muto di Hollywood che, con l'avvento del sonoro, si è ritirata a vita privata nella sua villa su Sunset Boulevard a Los Angeles.
Norma Desmond è stata sposata tre volte, la prima delle quali con il suo produttore e regista Max von Mayerling che ora è il suo maggiordomo, e soffre di depressione. Infatti, per i suoi continui tentativi di suicidarsi, sono state tolte tutte le maniglie dalle porte della casa.
Alla morte della propria scimmia, alla quale era molto affezionata, Norma contatta un'agenzia di pompe funebri per organizzare il funerale dell'animale. Quel giorno, il giovane scrittore Joe Gills, per nascondere la propria auto agli agenti del fisco che lo inseguono, si rifugia nella residenza della Desmond. Norma lo scambia per uno dei necrofori e gli illustra i propri progetti circa la sepoltura della scimmia. Quando scopre che Joe non è un impresario delle pompe funebri, bensì uno sceneggiatore squattrinato, in un primo momento gli ordina di andarsene da casa sua. Ripensandoci, lo invita a restare e gli propone un suo copione per il film che dovrebbe sancire il suo grande ritorno sulle scene, Salomè.
Con il tempo, l'ex diva si innamora di Joe e, al suo rifiuto, tenta il suicidio. Così Joe si sente moralmente costretto a restare con lei ed assecondare i suoi desideri, vizi e manie, contribuendo assieme al maggiordomo a conservare il castello di illusioni della donna.
Alla fine Joe decide di lasciarla, ma Norma, che non può sopportare l'idea, gli spara, facendo cadere il corpo dell'uomo nella piscina della villa.
Norma, mentre viene arrestata dalla polizia e ripresa dalle telecamere dei giornalisti scandalistici, in preda ad un delirio mentale crede di essere sul set cinematografico del suo ritorno e di prepararsi a girare la scena in cui scende dallo scalone del palazzo. Il film termina con la battuta "Eccomi, DeMille, sono pronta per il mio primo piano!".

## Battute celebri
A Norma sono affidate alcune battute divenute poi celebri:

## Interpreti

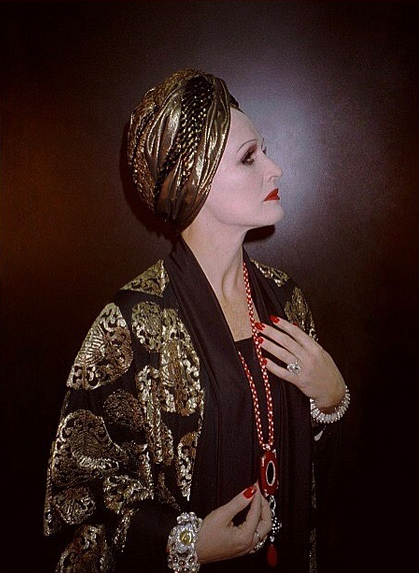
Glenn Close nel ruolo di Norma Desmond nell'adattamento teatrale

### Cinema
Molto difficile fu la scelta dell'attrice protagonista, che si volle cercare tra vere dive del cinema muto; Mae West fu la prima a declinare, in quanto si giudicava troppo giovane per la parte, poi Mary Pickford diede forfait dopo che la sua richiesta di apportare alcune modifiche alla sceneggiatura, a tutela della propria immagine, venne rifiutata. Successivamente Pola Negri fu scartata a causa del suo forte accento polacco, mentre Greta Garbo non prese neppure in considerazione la proposta; solo alla fine fu contattata Gloria Swanson, diva del muto che negli ultimi quindici anni aveva girato un solo film e la cui situazione, dunque, aveva molti parallelismi con quella del suo personaggio, così come Erich von Stroheim, nei panni del maggiordomo ed ex-regista Max.

### Nel musical di Andrew Lloyd Webber
Nel musical di Andrew Lloyd Webber Sunset Boulevard, Norma è stata interpretata da grandi attrici con una voce da mezzosoprano.
La prima a calcarne il ruolo sul palcoscenico londinese è stata Patti LuPone, seguita da Rita Moreno, Elaine Paige Betty Buckley e Kathryn Evans.
A Los Angeles la prima Norma è stata l'attrice Glenn Close, prima protagonista anche nel musical a Broadway per il quale vinse l'ambito Tony Award. A New York si esibirono nel ruolo di Norma Desmond anche Betty Buckley e Karen Mason.
Nei vari tour statunitensi del musical sono spiccate per la loro interpretazione Petula Clark, Stefanie Powers, Maureen Moore e Linda Balgord.
A Toronto Norma fu interpretata da Diahann Carroll; a Melbourne da Debra Byrne.
Ruthie Henshall ha interpretato Norma al fianco di John Barrownman (Joe) in occasione del concerto del sessantesimo compleanno di Lloyd Webber, cantando With One Look, As If We Never Said Goodbye e The Perfect Year con Barrownman.
Nel febbraio 2019 è stato confermato l'adattamento cinematografico del musical che vedrà protagonista Glenn Close e che sarà diretto da Rob Ashford.